# Il mondo di Riccardo Fogli
Il mondo di Riccardo Fogli è una raccolta del cantante pop italiano Riccardo Fogli, pubblicata nel 1999.

## Tracce
1. Monica (Saverio Grandi e Pietro Cantarelli)
2. Storie di tutti i giorni (Riccardo Fogli, Guido Morra e Maurizio Fabrizio)
3. Quando una lei va via
4. Io ti prego di ascoltare (Guido Morra e Maurizio Fabrizio)
5. In silenzio
6. Che ne sai
7. L'amore che verrà
8. Romanzo (Guido Morra e Maurizio Fabrizio)
9. Mondo (Luigi Lopez e Carla Vistarini)
10. Malinconia
11. Alla fine di un lavoro (Maurizio Fabrizio, Guido Morra e Riccardo Fogli)
12. Il mare che ti avevo rubato
13. Ti amo però
14. Non mi lasciare